# صلصلة آخي

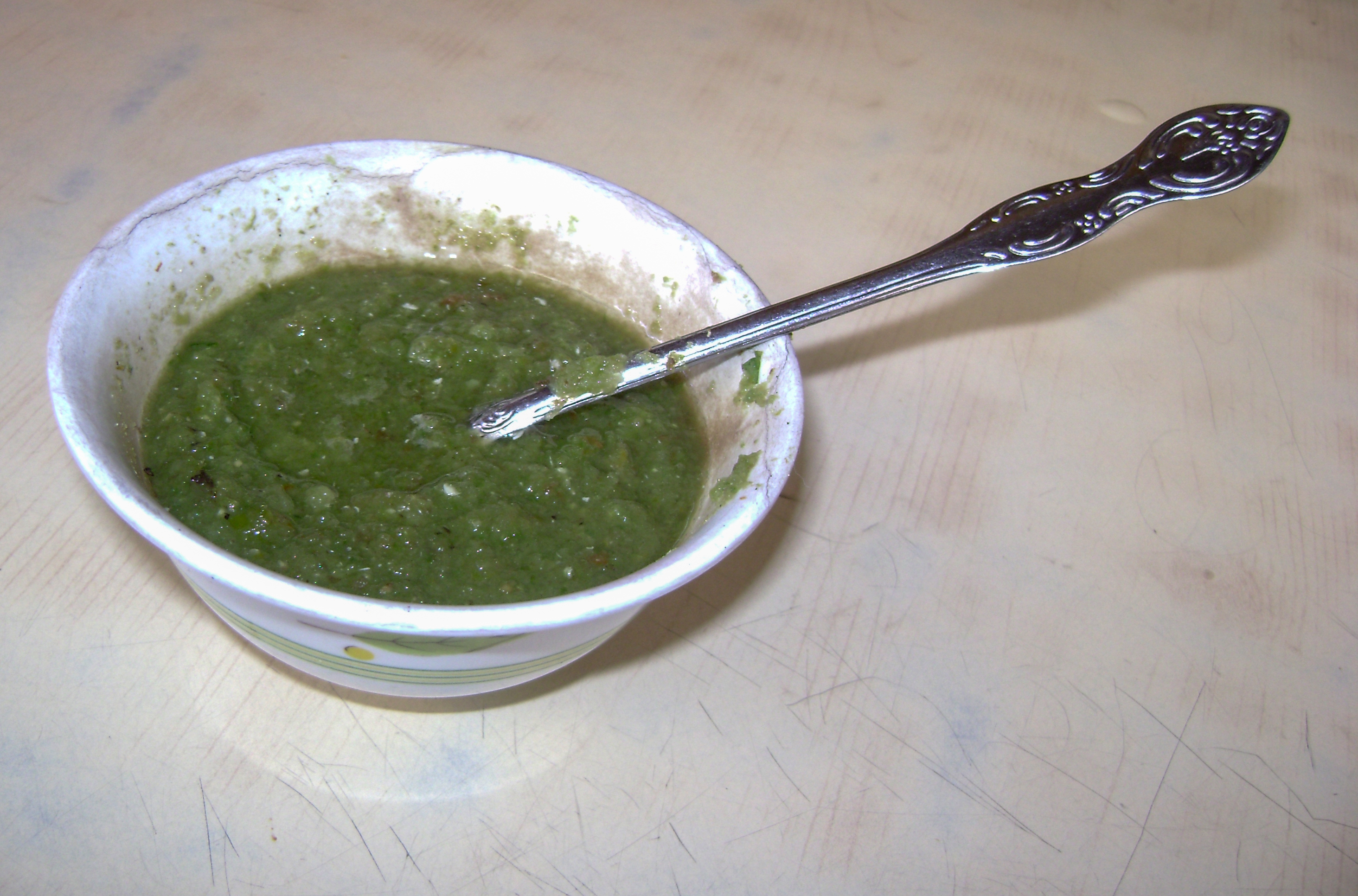
صلصة آخي خضراء في سوق مدينة أوراز في بيرو

آخي هي صلصة حارة تحتوي غالبًا على طماطم وكزبرة وفلفل آخي وبصل وماء.

## الوصفات
تختلف الوصفات بشكلٍ كبير من شخص لآخر ومن منطقة إلى أخرى، حسب التفضيلات. تُحضّر صلصة آخي في دول الأنديز مثل بوليفيا وكولومبيا وبيرو منذ زمن إنكا على الأقل، وكانت تعرف باسم «أوتشو».
في كولومبيا والإكوادور، الطعام معتدل تقليدياً، لذا يمكن إضافة صلصة آخي إلى معظم الأطباق تقريباً لتضفي بعض النكهة والتوابل. وعادةً ما تضاف إلى الأطعمة الأخرى مثل أنتيكوتشو والشوربة وتشوغتشوكاراس وإمبانادا.
في تشيلي، ثمة مجموعة متنوعة مماثلة من البهارات المعروفة باسم «آخي تشيلينو»، والتي تحتوي على مكون إضافي هو عصير الليمون.[بحاجة لمصدر]

## صور
- صلصة آخي مع ليمون من بيرو
- Ají Charapita
- Crema de ají

## روابط مواقع خارجية
- Eshbaugh, W. Hardy. Peppers: History and Exploitation of a Serendipitous New Crop Discovery (1993)

قالب:توابل